# Haruo Sézaki
Haruo Sézaki, född 12 september 1907 i Kobe, Japan, död 28 augusti 1977 i Simrishamn, var en japansk-svensk  målare.

## Biografi
Haruo Sézaki var son till lantbrukaren Kikuzo Sézaki och Matsu Asakura och gift första gången 1939–1947 med Kazuko Sawa och från 1948 med Gulli Olivia Victorson. Haruo Sézaki intresserade sig redan i unga år för måleri och studerade under 1926–1929 för konstnärerna Tsuboi och Kamiyama. Den senare rådde honom att åka till Paris för fortsatta studier och 1929 anträdde han färden mot Europa.
För att lära sig franska studerade han i Alliance française. En av institutets lärare, Yvonne Perrier, intresserade sig för den unge japanen och hjälpte honom med kontakter inom konstvärlden och han bedrev samtidigt konststudier på egen hand.  Från Frankrike och Sverige genomförde han ett antal studieresor till bland annat Belgien, Spanien, Nederländerna samt en längre resa till Japan 1938–1939. Det ledde till att han etablerade sig och blev antagen till ett flertal jurybedömda salonger, däribland Salon d’Automne åren 1929–1936, Salon des indépendants 1930–1936 och Salon des Tuileries 1930–1936. 
Sézaki hade sin första separatutställning i Kobe 1929 och 1938 och i Paris på Galerie le Niveau, årsskiftet 1936–1937  och våren 1942 på Galerie l’Arc-en-Ciel, tillsammans med landsmannen Souzouki. Vännen och konstkritikern André Salmon, då känd för sin bekantskap med och sitt stöd för konstnärerna Picasso, Braque och Léger, skrev förord till katalogen. Sezaki lärde även känna Rolf de Maré, dotterson till grevinnan von Hallwyl, nära vän till Nils Dardel och grundare av Le Balette Suédois. Under sin långa vistelse i Frankrike tog han starkt intryck av det senimpressionistiska måleriet och hans konst förlorade till stor del sin japanska prägel.
För att dryga ut sin inkomst arbetade Sezaki bland annat som kock och skådespelare. 1931 fick han fast anställning vid den Japanska ambassaden som dechiffrör. När andra världskriget bröt ut och Paris ockuperades av de tyska trupperna, flyttade hela ambassaden med sin personalen till Vichy. När Tyskland slutligen ockuperade hela det fria Frankrike, fick Sézaki hjälp av de Maré och Prins Eugen och kom som flykting till Sverige i juni 1942. Vid freden 1945 stod Sézaki i tur att deporteras till Japan, men fick återigen, tack vare hjälp från de Maré och Prins Eugen, uppehållstillstånd i Sverige där han som första japan blev svensk medborgare 1953.
Sézaki blev väl mottagen av det svenska konstlivet och umgicks med bland andra Otto G. Carlsund och Einar Jolin. Under de första åren i Sverige lärde han känna landet från norr till söder. Han målade i Abisko, Ångermanland, Dalarna, Grännatrakten, Gotland, Bjärehalvön och på Österlen. Det blev så småningom Österlen, med sina hedar, hav och blommor, som fångade hans intresse. Från 1947 var Sézaki en trogen gäst på Kivik. I Sverige debuterade han med en utställning på 1940-talet i Stockholm. I Sverige medverkade han i samlingsutställningar på Lorensbergs konstsalong, Galerie Moderne, och en utställning med utländska konstnärer på Konstnärshuset i Stockholm samt grupputställningar arrangerade av Stockholmsskolornas konstförening på Galerie S:t Nikolaus. Separat ställde han ut på Gummesons konsthall 1944, Simrishamn och Norrköping. Tillsammans med Einar Jolin och Sten Eklund ställde han ut på Louis Hahnes konstsalong i Stockholm 1949 och tillsammans med Per Olov Ultvedt på Lorensbergs konstsalong i Göteborg 1947 samt tillsammans med Greger Anderson 1959 och ett flertal utställningar tillsammans med Olle von Schewen i Gävle, Nyköping, Lidingö, Södertälje och Västerås. Sézaki var en av konstnärerna i öppethus-evenemanget pingstveckan 1968, vilket kom att utgöra grunden för Östra Skånes Konstnärsgille och han deltog därefter under många år i konstrundan. Huvudparten av hans produktion består av målningar utförda i olja eller pastell med landskapsskildringar från Lidingö, Norrlands fjällvärld och Kivik i Skåne där han under långa perioder var bosatt.